# Maruf
Maruf är ett distrikt i Afghanistan. Det ligger i provinsen Kandahar, i den centrala delen av landet, 400 kilometer sydväst om huvudstaden Kabul.
Distriktet beräknades år 2022 ha cirka 39 000 invånare.